# Ивлев, Василий Михайлович
Васи́лий Миха́йлович И́влев (21 июля 1909, Пановы Кусты, Тамбовская губерния — 8 июля 1997, Тамбовская область) — комбайнёр, Герой Социалистического Труда (1952).

## Биография
Родился в селе Пановы Кусты (ныне — Сампурский район Тамбовской области).
В 1933 году, после службы в армии, как военный переселенец приехал в Каневской район. Участник Великой Отечественной войны.
Работал механизатором Стародеревянковской МТС, с 1948 года — Сладколиманской МТС.
Звание Героя Социалистического Труда присвоено 13 июня 1952 года за достижение высоких показателей на уборке и обмолоте зерновых культур комбайном «Сталинец-6».
С 1956 года жил в Тамбовской области.